# Palatul Josef Kunz
Palatul Josef Kunz, cunoscut și sub numele de Palatul Johann Engels, ori Palatul văduvei Schlichting este un important monument arhitectural situat în cartierul Fabric din Timișoara. Acesta a fost construit și deținut de membrii familiei Kunz, care au jucat un rol semnificativ în dezvoltarea imobiliară a cartierului.
Face parte din Situl urban „Fabric” (II), monument istoric cod LMI TM-II-s-B-06097.

## Istorie
Fabric a fost cartierul în care membrii familiei Kunz au construit și deținut cele mai multe imobile. După ridicarea restricțiilor privind construcțiile în zona "non aedificandi" în anul 1868, fabricantul de cărămidă Josef Kunz a ridicat un imobil cu două niveluri pe frontul nordic al actualului bulevard 3 August 1919. Acesta a fost considerat de unele surse istorice ca fiind primul imobil cu două etaje din Fabric, ceea ce a stârnit o controversă printre ceilalți proprietari din cartier, temându-se că această inițiativă ar putea duce la scăderea valorii propriilor clădiri.
Povestea Palatului Kunz continuă în anul 1889, când Eduard (Ede) Kunz a cumpărat de la primărie un lot de casă cu cea mai mare suprafață din cvartal și cel mai scump. Autorizația de construire a fost obținută de Josef Kunz la 5 martie 1892, iar clădirea, în stil eclectic-istoricist cu elemente neo-baroce, a fost finalizată la 28 octombrie 1892. Această clădire impresionantă a devenit cunoscută sub numele de Palatul Josef Kunz și a adus familei Kunz o recunoaștere semnificativă în Timișoara. Strada pe care se află palatul a fost redenumită "Șirul Kunz" în acea perioadă, nume păstrat până în anul 1948.
La începutul secolului al XX-lea, palatul a fost vândut de Karl (Károly) Kunz către Schlichting János în anul 1900. Suma obținută în urma vânzării a fost reinvestită de Karl Kunz în construirea altor două palate de raport pe strada Liget, cunoscută astăzi ca bulevardul 3 August 1919, și pe strada Prof. Dionisie Linția.
În anul 1909, palatul a fost achiziționat de către doctorul Adalbert (Béla) Engels, iar în perioada dintre cele două războaie mondiale a rămas în proprietatea familiei Engels. În acea perioadă, clădirea a fost închiriată familiei comerciantului de textile Arthur Kincs, care deținea un magazin în Casa Miksa Róna, situată pe strada Ștefan cel Mare nr. 4/Piața Romanilor nr. 2.

## Descriere
Palatul Kunz este un exemplu de arhitectură eclectic-istoricistă, cu elemente neo-baroce. Clădirea are două etaje și se remarcă prin detaliile ornamentale și proporțiile sale armonioase. Imobilul a avut, inițial, niște statui pe cornișă, acestea pierzându-se, de-a lungul timpului.